# Marcin Animucki
Marcin Animucki (ur. 26 sierpnia 1979) – polski menedżer sportowy, z wykształcenia prawnik, od 2017 prezes Ekstraklasy SA, od 2025 wiceprezes Polskiego Związku Piłki Nożnej ds. piłkarstwa profesjonalnego.

## Życiorys
Marcin Animucki jest absolwentem Wydziału Prawa i Administracji Uniwersytetu Warszawskiego (obecnie robi doktorat na Akademii Leona Koźmińskiego w Warszawie). Pracę w sporcie rozpoczął w koszykówce, konkretnie w Dominet Bank Ekstraliga, podczas której poznał założyciela Dominet Bank Sylwestra Cacka, który zatrudnił Animuckiego w klubie piłkarskim Widzew Łódź, którego w latach 2008–2012 był prezesem. W latach 2009–2016 był członkiem PZPN (Polski Związek Piłki Nożnej).
W 2012 został wiceprezesem Ekstraklasy SA, a 9 października 2017 zastąpił Dariusza Marca na stanowisku prezesa spółki. Za kadencji Animuckiego ekstraklasa osiągnęła rekordy względem sprzedaży praw do transmisji telewizyjnych oraz marketingowych, a także rozwinęła się pod względem technologicznym: mecze można oglądać w technologii 4K UHD HDR, a także jako druga liga w Europie uruchomiła własną platformę wideo-streamingową – Ekstraklasa.TV oraz wprowadziła też na swoich boiskach system trackingu – TRACAB™, wykorzystujący m.in. 90 dodatkowych kamer oraz zbierający dane biegowe zawodników.
W 2018 został członkiem zarządu European Leagues – organizacji zrzeszającej ponad 30 lig europejskich, w 2019 roku został członkiem Komitetu UEFA ds. Fair Play i Społecznej Odpowiedzialności, a w 2020 roku został członkiem Grupy Roboczej UEFA/European Leauges ds. Rozwoju Biznesowego, w ramach której aktywnie działa na rzecz technologicznego rozwoju lig europejskich.
19 maja 2021 został wybrany na drugą kadencję prezesa Ekstraklasy SA, która obowiązuje do 2024. W dniu 24 czerwca 2024 wybrany został na trzecią kadencję jako prezes Ekstraklasy SA. W 2025 został wiceprezesem Polskiego Związku Piłki Nożnej ds. piłkarstwa profesjonalnego.